# ميلتون لويس
ميلتون لويس (بالإنجليزية: Milton Lewis)‏ هو عسكري أمريكي، ولد في 8 يوليو 1920 في غينزفيل في الولايات المتحدة، وتوفي في 7 أغسطس 1942 في تولاغي في جزر سليمان.